# Lugo
Lugo es una ciudad y municipio de España, capital de la comarca y provincia homónimas, situada en el noroeste del país, en Galicia.
De origen romano, fue fundada en el año 25 a. C. por Paulo Fabio Máximo y es la más antigua de Galicia. Construida en las cercanías de un castro, en la época romana recibió el nombre de Lucus Augusti. Numerosos restos romanos, muchos de ellos conservados en el Museo Provincial, son testimonio de sus primeros años de historia, especialmente su muralla romana, única en el mundo, que conserva todo su perímetro, y que fue declarada Patrimonio de la Humanidad en 2000. Dista de la costa 85 km, aunque su provincia tiene mar.
A lo largo de su historia experimentó tanto épocas de abandono como importantes momentos en la historia del país, desde la reunión en el año 842 de un gran ejército para conquistar Oviedo y entronizar a Ramiro I hasta el pronunciamiento del coronel Miguel Solís que daría comienzo al levantamiento de 1846 contra el presidente Narváez. Lugo ostenta el título de La Muy Noble y Leal Ciudad.
Geográficamente, la ciudad, capital del municipio, se encuentra situada sobre una colina, en una comarca de montañas redondeadas y no muy elevadas en las tierras del Alto Miño y circundada por el propio río Miño, además de otros de menor entidad. El término municipal, incluido en la Reserva de la biosfera «Tierras del Miño», es el segundo más extenso de Galicia, y en el que habitaban 99 482 habitantes (INE 2024), lo que lo convierte en el quinto de esta comunidad autónoma en población.
El gentilicio de sus habitantes es lucense o lugués. Actualmente, Lugo es una ciudad comercial y de servicios, con un campus universitario especializado en ciencias agrarias (como veterinaria o ingeniería de montes). Destacan también sus populosas fiestas, como el Arde Lucus, que rememora el pasado romano y castreño de la ciudad, y la de San Froilán, que se celebra entre el 4 y el 12 de octubre.

## Toponimia
En el año 26 a. C. llegó a la que posteriormente sería Gallaecia un cuerpo expedicionario romano al mando de Cayo Antistio Veto para controlar el noroeste peninsular, y estableció un campamento en el territorio de la actual Lugo en el año 25 a. C. al que dio el nombre de Lucus Augusti. Lucus es una palabra latina que significa «bosque sagrado», con lo que el nombre tendría el significado de «el bosque sagrado de Augusto», aunque también podría tener un origen prerromano basado en la divinidad celta Lug.
Sin embargo, la atestación primitiva de Lucus Augusti es idéntica a la de Luc-en-Diois (Lucus Augusti siglo Ⅰ) en el sureste de Francia y la -c- intervocálica evoluciona regularmente a -g- en iberorromance, por ejemplo latino locus > español luego, gallego logo. Por otra parte, la raíz lug- está atestiguada desde su origen en una inscripción celtibérica Luguadici (Lugu-adeci) y las Lugunae (Lug-u-nae), nombres de diosas celtibéricas en Castilla y León y quizás en el etnónimo Lugoni / Lugones en Asturias. Nótese también los dos Lugo en Córcega, una tierra exenta de cualquier establecimiento celta pero que se remonta bien al latín Lucus.

## Geografía
La topografía de la mayor parte del municipio de Lugo se resuelve en una superficie relativamente llana, entre los 450 y los 600 m, destacando en ella los relieves del suroeste (O Picato, 783 m.) y los del nordeste (Outeiro Maior, 728 m.) con bloques más elevados. La red hidrográfica se encuentra centrada en torno a un gran colector, el río Miño, que inicia su recorrido en la sierra de Meira, trazando en su curso alto un lento recorrido a través de la depresión lucense. A lo largo de su amplio discurrir por el término municipal, recibe por la izquierda las aguas del Fervedoira y del Chamoso, y por la derecha las del Narla y del Mera.
La ciudad se encuentra en una colina casi rodeada por el río Miño. El centro de la ciudad está situado a una altitud de 462 m sobre el nivel del mar, sin embargo la altitud del municipio varía entre los 355 m en el último tramo del río Miño, en el sur del concejo, y los 783 m en el monte de Meda (O Picato) situado al suroeste. El municipio de Lugo es el tercero más extenso de Galicia, con una superficie de 329,78 km², por detrás también de los municipios lucenses de Fonsagrada y Villalba, primero y segundo respectivamente, y está formado por 54 parroquias.
La ciudad y su paisaje, tanto rural como urbano, están marcados por el río Miño. Se encuentra situada en la Reserva de la Biosfera «Terras do Miño», declarada por la Unesco el 7 de noviembre de 2002, un importante reconocimiento a nivel internacional en cuanto a la conservación de los paisajes y hábitats fluviales de la región atlántica europea. Es de destacar la abundante fauna en torno al curso del río Miño a su paso por la ciudad, sobre todo en lo relativo a las especies de aves. Todo este parque en torno al río abarca una ruta de parques de unos treinta kilómetros de longitud. Los otros dos ríos que atraviesan la ciudad son el Fervedoira y el Mera, en torno a los cuales se encuentran varios parques con diversas especies de árboles.
| Noroeste: Friol y Otero de Rey | Norte: Otero de Rey | Noreste: Castro de Rey |
| Oeste: Friol                   |                     | Este: Castroverde      |
| Suroeste: Guntín               | Sur: Guntín         | Sureste: Corgo         |

### Clima
De acuerdo a la clasificación climática de Köppen, el clima de Lugo es un clima oceánico de tipo Cfb, con influencias de los climas mediterráneos (por el mínimo de precipitaciones que se da en verano, aunque no suficientemente pronunciado) y con cierto matiz continental. La temperatura media anual es de 12,2 °C y las precipitaciones son abundantes (más de 1000 mm al año). Debido a su alejamiento del Atlántico, este nivel de precipitación puede ser considerado bajo en comparación con comarcas como las de las Rías Bajas o Santiago. La temperatura más elevada registrada en su historia (41,2 °C) se dio en julio de 1990, y la temperatura más baja fue de -10,0 °C en diciembre de 2005.
| Parámetros climáticos promedio de Observatorio del Aeródromo de Rozas (municipio de Castro de Rey) (445 m s. n. m. ) (Periodo de referencia: 1991-2020, extremas: 1985-presente) | Parámetros climáticos promedio de Observatorio del Aeródromo de Rozas (municipio de Castro de Rey) (445 m s. n. m. ) (Periodo de referencia: 1991-2020, extremas: 1985-presente) | Parámetros climáticos promedio de Observatorio del Aeródromo de Rozas (municipio de Castro de Rey) (445 m s. n. m. ) (Periodo de referencia: 1991-2020, extremas: 1985-presente) | Parámetros climáticos promedio de Observatorio del Aeródromo de Rozas (municipio de Castro de Rey) (445 m s. n. m. ) (Periodo de referencia: 1991-2020, extremas: 1985-presente) | Parámetros climáticos promedio de Observatorio del Aeródromo de Rozas (municipio de Castro de Rey) (445 m s. n. m. ) (Periodo de referencia: 1991-2020, extremas: 1985-presente) | Parámetros climáticos promedio de Observatorio del Aeródromo de Rozas (municipio de Castro de Rey) (445 m s. n. m. ) (Periodo de referencia: 1991-2020, extremas: 1985-presente) | Parámetros climáticos promedio de Observatorio del Aeródromo de Rozas (municipio de Castro de Rey) (445 m s. n. m. ) (Periodo de referencia: 1991-2020, extremas: 1985-presente) | Parámetros climáticos promedio de Observatorio del Aeródromo de Rozas (municipio de Castro de Rey) (445 m s. n. m. ) (Periodo de referencia: 1991-2020, extremas: 1985-presente) | Parámetros climáticos promedio de Observatorio del Aeródromo de Rozas (municipio de Castro de Rey) (445 m s. n. m. ) (Periodo de referencia: 1991-2020, extremas: 1985-presente) | Parámetros climáticos promedio de Observatorio del Aeródromo de Rozas (municipio de Castro de Rey) (445 m s. n. m. ) (Periodo de referencia: 1991-2020, extremas: 1985-presente) | Parámetros climáticos promedio de Observatorio del Aeródromo de Rozas (municipio de Castro de Rey) (445 m s. n. m. ) (Periodo de referencia: 1991-2020, extremas: 1985-presente) | Parámetros climáticos promedio de Observatorio del Aeródromo de Rozas (municipio de Castro de Rey) (445 m s. n. m. ) (Periodo de referencia: 1991-2020, extremas: 1985-presente) | Parámetros climáticos promedio de Observatorio del Aeródromo de Rozas (municipio de Castro de Rey) (445 m s. n. m. ) (Periodo de referencia: 1991-2020, extremas: 1985-presente) | Parámetros climáticos promedio de Observatorio del Aeródromo de Rozas (municipio de Castro de Rey) (445 m s. n. m. ) (Periodo de referencia: 1991-2020, extremas: 1985-presente) |
| Mes | Ene. | Feb. | Mar. | Abr. | May. | Jun. | Jul. | Ago. | Sep. | Oct. | Nov. | Dic. | Anual |
| --- | --- | --- | --- | --- | --- | --- | --- | --- | --- | --- | --- | --- | --- |
| Temp. máx. abs. (°C) | 21.3 | 24.0 | 27.8 | 31.8 | 34.3 | 37.9 | 41.2 | 40.8 | 37.8 | 32.8 | 23.1 | 23.4 | 41.2 |
| Temp. máx. media (°C) | 10.7 | 12.2 | 15.1 | 16.5 | 19.6 | 22.7 | 24.7 | 25.4 | 23.1 | 18.7 | 13.4 | 11.1 | 17.8 |
| Temp. media (°C) | 6.5 | 7.0 | 9.2 | 10.6 | 13.5 | 16.5 | 18.5 | 18.8 | 16.6 | 13.2 | 9.2 | 7.0 | 12.2 |
| Temp. mín. media (°C) | 2.2 | 1.7 | 3.2 | 4.7 | 7.4 | 10.2 | 12.3 | 12.1 | 10.2 | 7.8 | 4.9 | 3.0 | 6.6 |
| Temp. mín. abs. (°C) | -9.2 | -7.4 | -8.2 | -4.6 | -1.0 | 1.4 | 4.2 | 1.6 | 0.6 | -2.2 | -7.4 | -10.0 | -10.0 |
| Precipitación total (mm) | 122 | 93 | 97 | 101 | 78 | 48 | 31 | 35 | 63 | 133 | 150 | 134 | 1063 |
| Días de precipitaciones (≥ 1 mm) | 14.4 | 11.2 | 12.0 | 13.2 | 10.8 | 6.0 | 4.3 | 5.2 | 7.6 | 12.8 | 15.2 | 13.7 | 124.8 |
| Días de nevadas (≥ 0.01 mm) | 1.3 | 1.9 | 0.8 | 0.4 | 0.0 | 0.0 | 0.0 | 0.0 | 0.0 | 0.0 | 0.2 | 0.8 | 5.3 |
| Horas de sol | 84 | 113 | 158 | 168 | 202 | 216 | 236 | 239 | 189 | 146 | 81 | 71 | 1899 |
| Humedad relativa (%) | 84 | 79 | 75 | 75 | 74 | 73 | 73 | 72 | 75 | 81 | 86 | 86 | 78 |
| Fuente n.º 1: Agencia Estatal de Meteorología | | | | | | | | | | | | | |
| Fuente n.º 2: Agencia Estatal de Meteorología (extremos) | | | | | | | | | | | | | |

## Historia

### Antigüedad

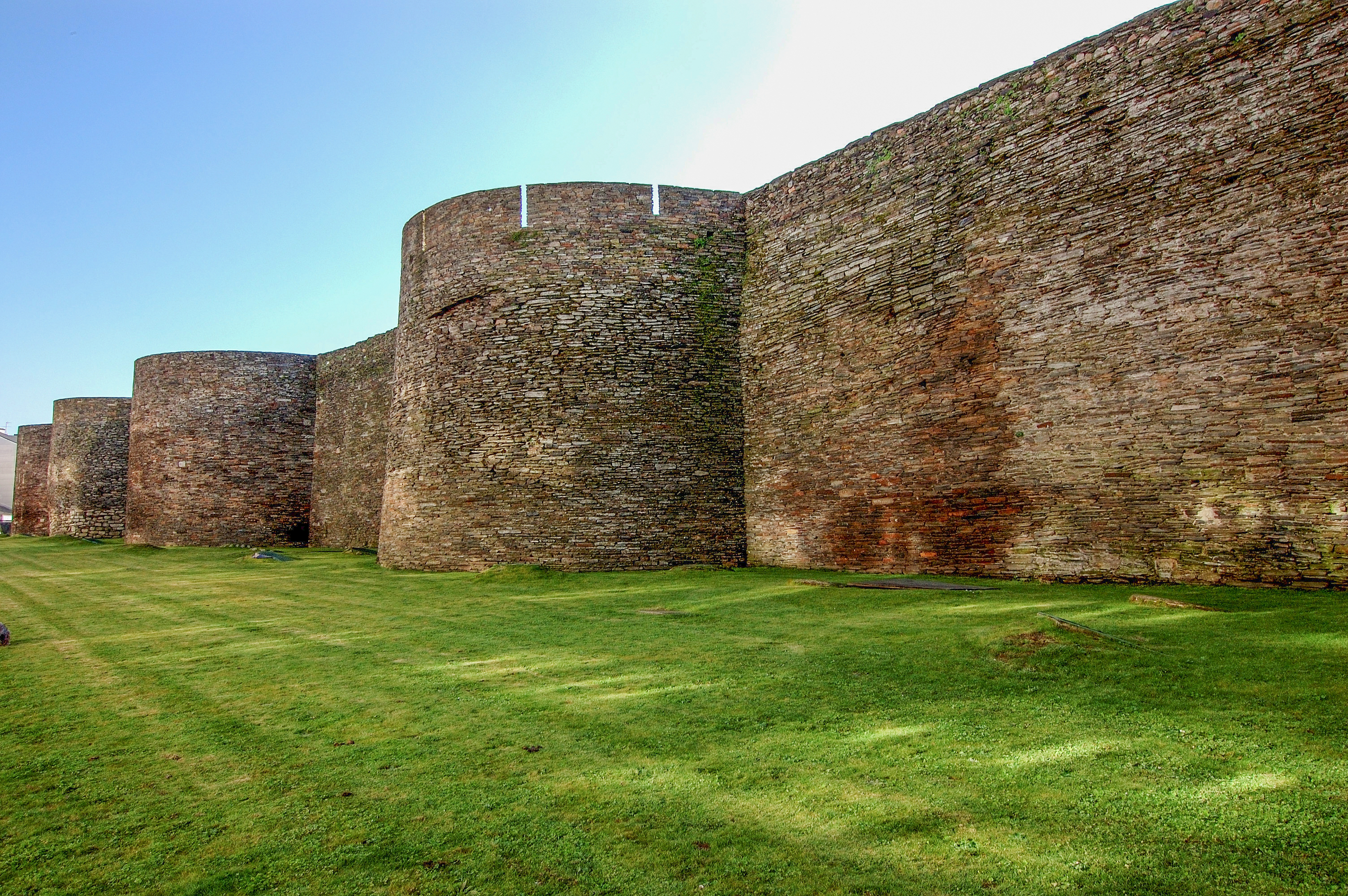
Muralla de Lugo, declarada Patrimonio de la Humanidad en 2000

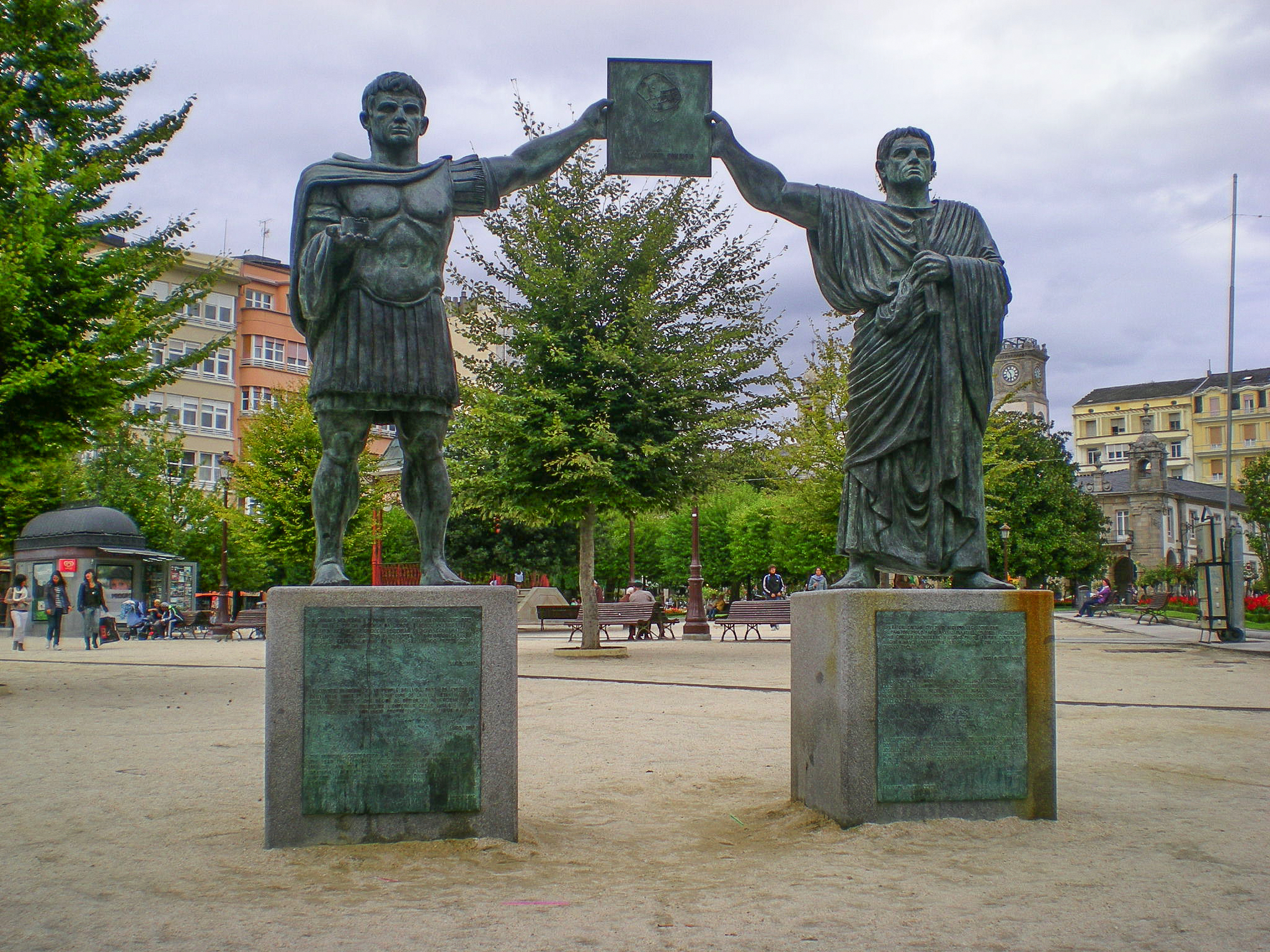
Esculturas de los fundadores de Lugo en la plaza de España

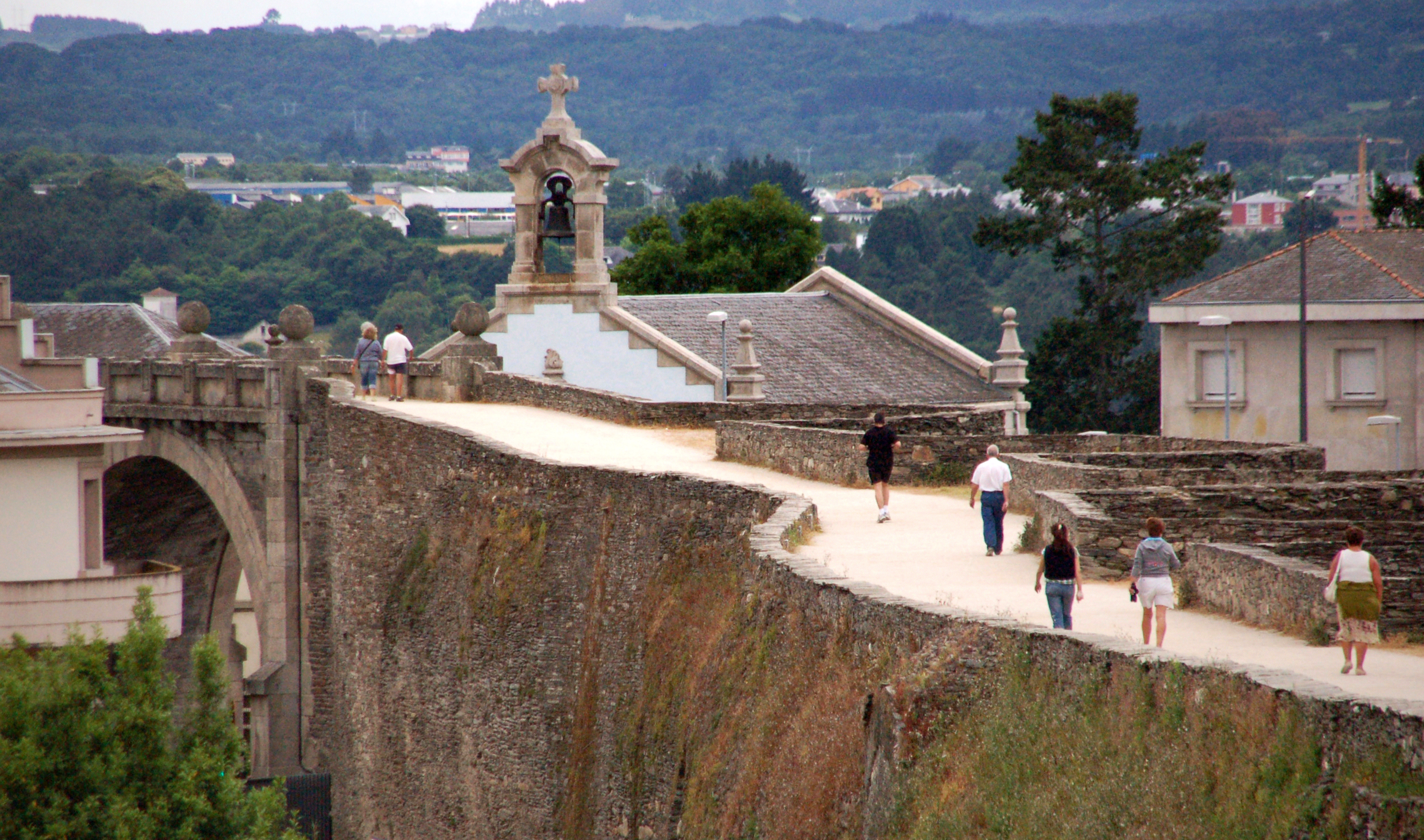
El paseo sobre de la Muralla

Lugo se fundó como un campamento romano al mando de Cayo Antistio Veto, probablemente en el lugar de un antiguo castro, en una campaña con la finalidad de anexionar al Imperio romano el noroeste peninsular en la época de Augusto, alrededor del año 25 a. C. Así, en nombre del emperador, Paulo Fabio Máximo funda Lucus Augusti sobre este campamento militar, y a partir del año 50 se inicia la expansión de la ciudad, con el asentamiento de población indígena de los castros próximos. Posteriormente, la ciudad se convierte en un importante núcleo urbano, representativo de la cultura y el modo de vida romanos, como se aprecia en los restos encontrados de la antigua ciudad, correspondientes a templos, piscinas, termas, monedas o mosaicos.
Tradicionalmente se consideró que las dos vías perpendiculares que configuraban todas las ciudades romanas (el cardo y el decumano) seguían la ruta de las actuales calles San Pedro y Rúa Nova, que se cruzaban en la plaza del Campo, formando el foro. Sin embargo, recientes descubrimientos arqueológicos demuestran que existía una amplia plaza pública que ocupaba desde la calle Doctor Castro (llamada «de las Dulcerías») hasta la calle del Progreso, incluyendo gran parte de la actual Praza de Santo Domingo, lo que ha llevado a replantearse la teoría anteriormente citada. Se conservan multitud de piezas, yacimientos romanos y mosaicos que aún en la actualidad siguen apareciendo, especialmente cada vez que se realizan obras en el casco antiguo de la ciudad.
En el siglo III la ciudad fue la capital de conventus lucensis, una de las tres entidades administrativas en que estaba dividida Gallaecia. Entre los años 260 y 325, en los inicios del Bajo Imperio romano, la ciudad se rodea de una muralla. Esta muralla, de 2266 m de circunferencia y declarada bien Patrimonio de la Humanidad por la Unesco en 2000, es la única fortificación romana en el mundo que conserva íntegro todo su perímetro en la actualidad, y rodea el centro de la ciudad, la catedral, el museo provincial, la casa consistorial y otros edificios de interés. A estos restos se une el conjunto monumental de Santa Eulalia de Bóveda, donde destacan sus pinturas pompeyanas.

### Edad Media
Tras la llegada y la toma de la ciudad por parte de los suevos en el 460, tuvo lugar el Concilio de Lugo, en el que se elevó a la iglesia lucense a sede metropolitana, pasando a depender de ella los obispos de Astorga, Britonia, Iria Flavia, Orense y Tuy. En la Hispania visigoda fue sede episcopal de la Iglesia católica, sufragánea de la archidiócesis de Braga, que comprendía la antigua provincia romana de Gallaecia en la diócesis de Hispania. Su protagonismo histórico empezó a decaer con la fundación de Oviedo, el descubrimiento del supuesto sepulcro del Apóstol Santiago en Compostela y la restauración de Braga. Durante este período Lugo perdió gran parte de su población, comenzándose a recuperar en el siglo X.

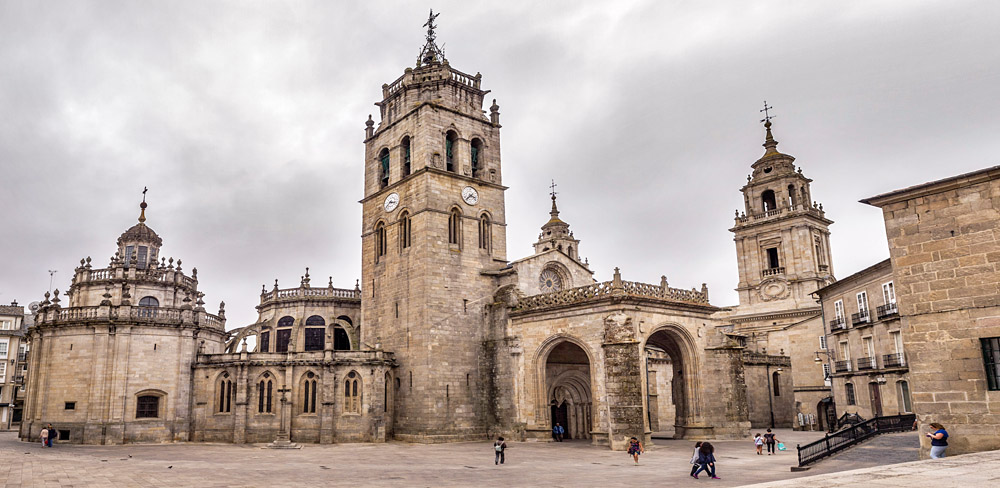
Catedral de Santa María

En el 714 llegan a Lugo los musulmanes, y en el año 741 Alfonso I ocupa, sin resistencia, la ciudad, y el obispo Odoario, encontrando la ciudad en un estado lamentable, ordena sepultar los restos romanos y reconstruir la ciudad, conscientes ambos de la importancia que en estos años adquirirá dentro del Reino, ya que era la única iglesia metropolitana reconquistada y la única ciudad en toda la Hispania cristiana durante el siglo VIII y la primera mitad del IX. De este modo, la urbe romana se convirtió en un locus eclesiástico, núcleo del actual burgo.
En el año 842 un gran ejército gallego se reunió en la ciudad para conquistar Oviedo y subir al trono a Ramiro I. Alfonso VI le otorga al obispado el señorío de la ciudad en 1088. En 1129 comenzó la construcción de la catedral románica, diseñada por el maestro Raimundo de Monforte y dedicada a Santa María, llamada «Virgen de los Ojos Grandes».

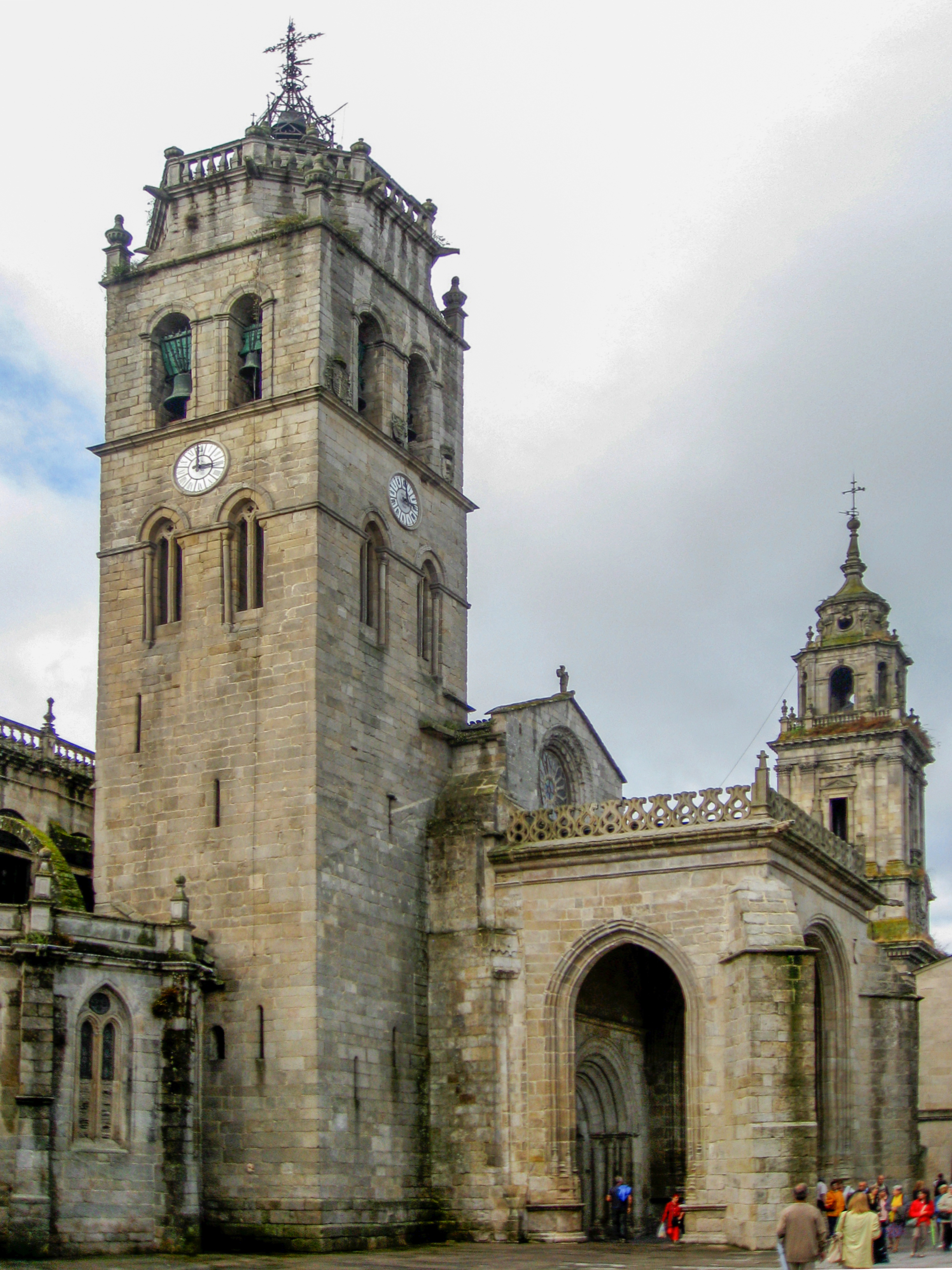
Torre de la catedral de Santa María, templo que ostenta el privilegio de la exposición permanente del Santísimo Sacramento

En el siglo VIII la ciudad era lugar de paso de las peregrinaciones a Santiago de Compostela y era cabeza de etapa de la llamada «Ruta Primitiva» del Camino de Santiago, y durante la Edad Media fue también un centro de peregrinación, puesto que la catedral contaba con el privilegio especial, que aún conserva en la actualidad, de exponer al público una hostia consagrada las veinticuatro horas del día; en 1669 se constituye la Ofrenda del Reino de Galicia al Sacramento, aun hoy festejada. Ya en el siglo XVIII le fue concedido a Lugo el privilegio de organizar las ferias de San Froilán, concretamente en 1754.
En 1312 los habitantes de la ciudad de Lugo, de la que era comendero el infante Felipe de Castilla, se sublevaron contra su obispo, Juan Fernández, ya que este había intentado recobrar el señorío de la ciudad. Por ello, los habitantes de Lugo atacaron el palacio episcopal, capturaron a su guarnición e hirieron al obispo, quien se negó a entregarles la bandera y las llaves de la ciudad y fue expulsado de la ciudad. El pleito fue llevado ante el rey Fernando IV de Castilla, quien sentenció en favor del obispo Juan Fernández y en contra del concejo de Lugo. Además, el rey ordenó al infante Felipe y a Alfonso Suárez de Deza, Adelantado mayor de Galicia, que hicieran cumplir el veredicto que había emitido a los habitantes de Lugo. No obstante, ambos personajes retrasaron el cumplimiento del acuerdo. Las Cortes de Burgos de 1315 ratificaron el fallo dado por Fernando IV de Castilla sobre el pleito existente entre el concejo de la ciudad de Lugo y su obispo, Juan Fernández. En dichas Cortes se dispuso que el infante Felipe y Alfonso Suárez de Deza hicieran cumplir el fallo emitido por las propias Cortes, pero en 1316 los vecinos, a fin de oponerse a lo acordado en las Cortes, le entregaron el señorío de la ciudad al infante Felipe, que lo ocupó sin dificultad. Al mismo tiempo, el infante Felipe de Castilla ordenó erigir una fortaleza con dos torres en la ciudad de Lugo para defender a los lucenses de los ataques de su propio prelado, y dejó que el concejo de Lugo continuase gobernando la ciudad.

### Edad Moderna y Contemporánea
Durante la Edad Moderna la ciudad experimentó un cierto auge aunque ciudades próximas como Mondoñedo o Ribadeo le disputaban la supremacía, por la importancia comercial de la primera y la pujanza industrial de la segunda. No fue hasta la división del estado español en provincias realizada en 1833 y la creación de las diputaciones cuando la villa fue designada como la capital provincial, decisión motivada sobre todo por lo céntrico de la ciudad amurallada, y se convirtió en la más importante de entre las que hoy forman parte de la provincia de Lugo, lo que supuso un crecimiento constante en población y extensión. Dicho auge se vio reforzado con la llegada del primer ferrocarril a la ciudad en 1875. Además, las ferias de San Froilán adquirieron una extraordinaria importancia económica lo que, junto con el ferrocarril, hizo de Lugo el principal centro de comercio de ganado vacuno de la península.
El 2 de abril de 1846, con el pronunciamiento del coronel Miguel Solís, se inicia en Lugo el levantamiento de 1846 contra el presidente Narváez, que terminaría con el fusilamiento de «los mártires de Carral». En 1908 se fundó el único periódico de la ciudad, El Progreso. En 1910 apareció el diario de orientación católica La Voz de la Verdad, ya desaparecido. En 1905 accede a la alcaldía Ángel López Pérez, que dirigió la ciudad durante siete mandatos (hasta 1930), período durante el que realizó grandes reformas en la ciudad, algunas de las cuales fueron muy discutidas. En 1950 se estableció en la ciudad uno de los grandes mataderos industriales del país.
En 1971 se aprobó un decreto que declaraba de utilidad pública la demolición de las edificaciones que estaban adheridas a la muralla romana, y se inició entonces la demolición de los 130 edificios y 1429 cobertizos que estaban adosados a la muralla por el exterior e impedían la observación del monumento.

## Demografía
Lugo cuenta con una población de 99 482 habitantes (INE 2024).
| Gráfica de evolución demográfica de Lugo entre 1842 y 2021                                                          |
| |
| Población de derecho según los censos de población del INE Población de hecho según los censos de población del INE |

En 1842 el municipio contaba con tan sólo 13 986 habitantes, repartidos en 2797 hogares. Medio siglo después, en 1897, duplicaba su población, llegando a los 26 252 habitantes, población que se mantuvo constante hasta los años 1940, cuando se llegó a los 41 011. La población se volvió a duplicar en 1991, con 83 242 habitantes, que fueron creciendo durante los años posteriores hasta alcanzar los cerca de 100 000 del año 2011.
En 2022, el 53,81 % de los habitantes del municipio (52 305) eran mujeres, y el restante 46,19 % (44 906) eran hombres.

## Transporte y comunicaciones

### Carreteras
El principal eje de comunicación de Lugo a lo largo de su historia contemporánea ha sido la carretera N-6 de Madrid a La Coruña, a través de la cual se fue conformando la ciudad extra-murallas a finales del siglo XIX y principios del siglo XX, correspondiendo su trazado original a la calle San Roque y a la avenida de La Coruña.
| Nombre de la vía | Denominación                                | Itinerario | Comentarios adicionales |
| ---------------- | ------------------------------------------- | --- | --- |
| A-6              | Autovía del Noroeste                        | Arteijo-Madrid | 488 Lugo Sur-Nadela 493 Lugo (centro)-Hospital Universitario 497 Lugo (centro) 500 Lugo (Norte) - Polígono industrial de O Ceao                           |
| A-54             | Autovía Santiago-Lugo                       | Santiago de Compostela SC-20 - Aeropuerto de Santiago de Compostela SC-21 - Arzúa - Mellid - Palas de Rey - Guntín - Lugo - Nadela A-6 488 | Están en obras los tramos Palas de Rey - Mellid y Mellid - Arzúa.                                                                                         |
| LU-11            | Acceso Suroeste a Lugo                      | Lugo-Nadela A-6 , CG-2.2 , N-6 | Desdoblamiento de la antigua N-VI |
| LU-12            | Acceso a Lugo desde la A-54                 | N-540 - A-54 7 | Sirve de acceso directo desde Santiago. |
| LU-021           | Ronda Este de Lugo                          | Ronda Norte ( N-640 - Hospital Universitario Lucus Augusti - LU-530 )                                                                      | Propiedad de la Junta de Galicia |
| N-6              | Carretera de La Coruña                      | Madrid - La Coruña | Con tronco de autovía entre sus kilómetros 494 a 498 Autovía Lugo-Nadela ( LU-11 ) y como carretera doble urbana entre los puntos kilométricos 504 a 507. |
| N-540            | Carretera Lugo-Orense                       | Lugo-Guntín-Chantada-Orense | En Guntín de Pallares nace la N-547 con dirección a Santiago                                                                                              |
| N-543            | Antigua Carretera de Santiago               | Lugo-Barrio del Puente-N-540 | |
| N-640            | Carretera de Vegadeo a Villagarcía de Arosa | Villagarcía de Arosa-Lalín-Lugo-Vegadeo | Desdoblada entre la A-6 y la Ronda Norte de Lugo. En dirección Villagarcía comparte trazado con la N-540 hasta la altura de Monterroso                    |
| N-640            | Ronda Norte de Lugo                         | Villagarcía de Arosa-Lalín-Lugo-Vegadeo | Nace en la intersección LU-021-N-640-N-640a, terminando en la N-6.                                                                                        |
| CG-2.2           | Vía de Alta Capacidad Lugo-Monforte         | Nadela - Sarria - Monforte de Lemos | Corredor autonómico. Está prevista la finalización de la conversión en autovía del tramo Nadela-Sarria en 2015 según el plan MOVE de la Junta de Galicia  |
| LU-530           | Estrada Lugo - Fonsagrada                   | Lugo - LU-021 - A-6 - Castroverde - Baleira - Fonsagrada                                                                                   | Está previsto su desdoblamiento entre LU-021 y la A-6 |

Aunque no crucen el municipio de Lugo, es también importante destacar, por su proximidad.
| Nombre de la vía | Denominación           | Itinerario                                                                                  |
| ---------------- | ---------------------- | ------------------------------------------------------------------------------------------- |
| A-8              | Autovía del Cantábrico | A-6 522A en Baamonde - Villalba AG-64 - Ribadeo - Gijón - Bilbao - Irún - Frontera Francesa |

Además, está en proyecto:
| Nombre de la vía | Denominación                      | Itinerario                    | Comentarios adicionales           |
| ---------------- | --------------------------------- | ----------------------------- | --------------------------------- |
| LU-021           | Ronda Este de Lugo (segunda fase) | Ronda Este ( LU-021 - LU-11 ) | Propiedad de la Junta de Galicia. |

### Ferrocarril
Lugo es atravesada por la línea de ferrocarril León-La Coruña y cuenta con dos estaciones, una de pasajeros en el barrio del Sagrado Corazón, y una terminal de mercancías entre los polígonos industriales de O Ceao y As Gándaras.
La estación de viajeros cuenta con un servicio directo de larga distancia a Madrid y con servicios de media distancia a La Coruña, Monforte de Lemos y Orense. Dichos servicios permiten también enlazar con otros trenes Alvia a la capital española y Barcelona.

### Transporte aéreo
El aeródromo más cercano a Lugo es el aeródromo de Rozas, situado a tan sólo 9 kilómetros, en el municipio vecino de Castro de Rey, accesible a través de la N-640.
Para vuelos nacionales e internacionales, a poco más de una hora de la ciudad se encuentran los aeropuertos de La Coruña (96 km) y Santiago de Compostela (92 km).

## Economía
La deuda viva del ayuntamiento ascendía a 85 828 000 euros a fecha 31 de diciembre de 2009, según el informe de deuda viva local del Ministerio de Economía y Hacienda.

## Símbolos
Escudo
El escudo heráldico municipal fue aprobado a través del decreto 168/2012, de 26 de julio, y publicado en el Diario Oficial de Galicia el 8 de agosto del mismo año. Su descripción la siguiente:

De azur (azul), la torre donjonada de plata (blanco), aclarada de gules (rojo), acostada de dos leones afrontados de oro (amarillo), lenguados y armados de gules, y surmontada del cáliz de oro, con la hostia de plata, radiante de oro, flanqueado de dos ángeles orantes sobre nubes, al natural. Bordura de plata con la consabida divisa «Hoc hic mysterium fidei firmiter profitemur» en letras de sable (negro). Al timbre, la corona real.

Bandera
La bandera fue aprobada a través del Decreto 167/2012, de 26 de julio, publicado en el Diario Oficial de Galicia el 8 de agosto del mismo año, y presenta la siguiente descripción:

Sobre el paño blanco las armas de la ciudad, sostenidas por dos leones afrontados de amarillo, lenguados y armados de rojo.

## Administración y política

### Gobierno municipal

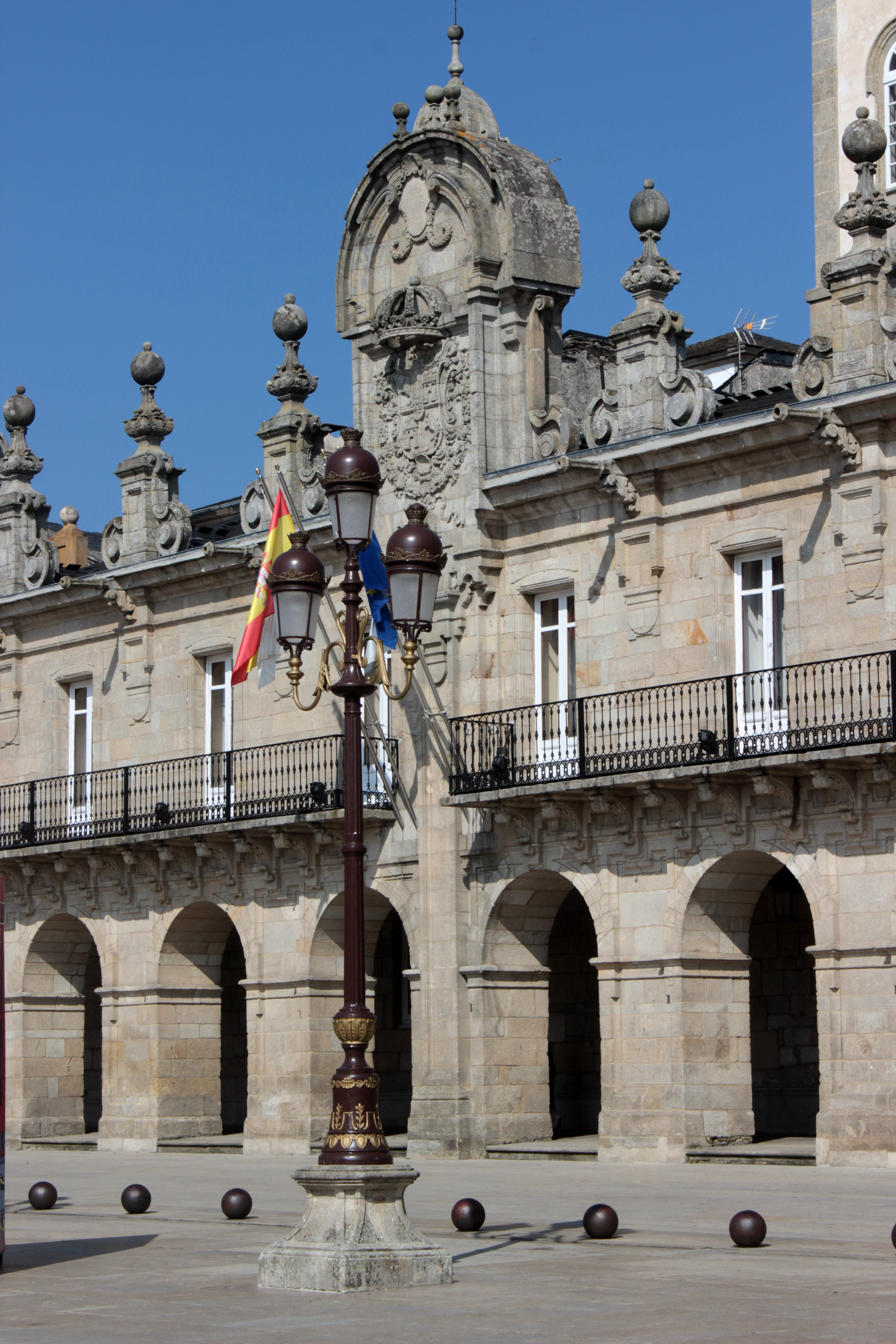
Ayuntamiento de Lugo

El Ayuntamiento de Lugo tiene 25 concejales, estando la mayoría absoluta en 13. El candidato a alcalde del PSdeG-PSOE a las elecciones del 22 de mayo de 2015 era el alcalde saliente de la ciudad, José Clemente López Orozco, mientras que Lara Méndez López era la segunda de la lista del partido. Sin embargo, los resultados electorales, al igual que en las elecciones anteriores, no permitían al PSdeG-PSOE mantener la alcaldía sin el apoyo de otro partido. En esta ocasión, debido a la supuesta implicación de Orozco en varias causas penales por corrupción (aunque fue absuelto de una de ellas y del resto, después de varios años de instrucción, no se han concretado cargos sobre el mismo) los posibles apoyos del PSdeG-PSOE, Lugonovo, BNG y Alternativa Cidadá de Esquerdas (ACE-EU)- exigieron que Orozco rechazara a su acta de concejal y que no fuera el candidato socialista a alcalde. Después de varios días en los que Orozco mantuvo que no iba a dimitir y el PP acariciaba la alcaldía, el alcalde saliente finalmente renunció a ser concejal, pasando a ser la candidata socialista Lara Méndez López, quien si recibió el apoyo del resto de partidos, a excepción del PP, y fue investida alcaldesa. Así, el PSdeG-PSOE encarrila su quinta alcaldía seguida en la ciudad de las murallas, que alcanzará al final de esta legislatura veinte años consecutivos de gobierno socialista. Lugo es, junto con Vigo, la única ciudad gallega que mantiene el PSdeG-PSOE, después de ceder Orense al PP en estas elecciones y no recuperar La Coruña, Santiago de Compostela y Ferrol. Estas tres ciudades estaban gobernadas por el PP desde 2011 mientras que en las últimas elecciones fueron las nuevas fuerzas de candidaturas locales vinculadas a Podemos y al nacionalismo las que alcanzaron la alcaldía.
Tras cuatro años de gobierno en minoría (8 concejales de 25), en las elecciones de 2019 Lara Méndez revalidó su cargo como alcaldesa gracias a un acuerdo con el BNG, gobernando ambos partidos en coalición con mayoría absoluta (13 concejales de 25; 8 del PSOE y 5 del BNG).
| Periodo   | Nombre                          | Partido | Partido                                         |
| --------- | ------------------------------- | ------- | ----------------------------------------------- |
| 1979-1983 | José Novo Freire                |         | Unión de Centro Democrático (UCD)               |
| 1983-1987 | Vicente Quiroga Rodríguez       |         | Alianza Popular (AP)                            |
| 1987-1991 | Vicente Quiroga Rodríguez       |         | Coalición Progresista Galega (CPG)              |
| 1991-1995 | Tomás Notario Vacas             |         | Partido Popular de Galicia (PPdeG)              |
| 1995-1999 | Joaquín María García Díez       |         | Partido Popular de Galicia (PPdeG)              |
| 1999-2015 | José Clemente López Orozco      |         | Partido dos Socialistas de Galicia (PSdeG-PSOE) |
| 2015-2024 | Lara Méndez López               |         | Partido dos Socialistas de Galicia (PSdeG-PSOE) |
| 2024-2025 | Mercedes Paula Alvarellos Fondo |         | Partido dos Socialistas de Galicia (PSdeG-PSOE) |
| 2025-act. | Miguel Fernández                |         | Partido dos Socialistas de Galicia (PSdeG-PSOE) |

| Partido político                                               | 2023  | 2023   | 2023       | 2019  | 2019   | 2019       | 2015  | 2015   | 2015       | 2011  | 2011   | 2011       | 2007  | 2007   | 2007       |
| Partido político                                               | %     | Votos  | Concejales | %     | Votos  | Concejales | %     | Votos  | Concejales | %     | Votos  | Concejales | %     | Votos  | Concejales |
| Partido Popular de Galicia (PPdeG)                             | 43,57 | 21 447 | 12         | 31,91 | 15 360 | 10         | 31,99 | 15 132 | 9          | 44,25 | 22 844 | 12         | 35,51 | 18 428 | 9          |
| Partido dos Socialistas de Galicia (PSdeG-PSOE)                | 27,58 | 13 578 | 8          | 25,97 | 12 499 | 8          | 29,51 | 13 959 | 8          | 38,32 | 19 786 | 11         | 45,04 | 23 375 | 12         |
| Bloque Nacionalista Galego (BNG)                               | 20,03 | 9861   | 5          | 13,36 | 7873   | 5          | 8,66  | 4098   | 2          | 9,02  | 4659   | 2          | 14,29 | 7417   | 4          |
| Cidadáns (Cs)                                                  | 2,75  | 1357   | 0          | 8,20  | 3948   | 2          | 7,32  | 3493   | 2          | —     | —      | —          | —     | —      | —          |
| Esquerda Unida (EU)-Alternativa Cidadá de Esquerdas (ACE)-Equo | 1,44  | 710    | 0          | 2,73  | 1317   | 0          | 5,02  | 2376   | 1          | 3,21  | 1657   | 0          | 1,65  | 854    | 0          |
| Lugonovo (LN)                                                  | —     | —      | —          | —     | —      | —          | 11,37 | 5379   | 3          | —     | —      | —          | —     | —      | —          |

### Organización territorial

Parroquias del término municipal

El municipio está formado por ciento tres entidades de población distribuidas en cincuenta y cuatro parroquias:
- Aday[42]
- Alta[42]
- Alto[42] (San Xoán)[41][43]
- Ángeles[42]
- Bacurín (San Miguel)
- Bascuas (Santa María)
- Bazar (San Remixio)
- Benade (San Estebo)[41]
- Bocamaos (San Xulián)[41][44]
- Burgo[42] (San Vicente)[41][44]
- Calde (San Pedro)
- Camoira (San Estebo)[41]
- Campo[42] (San Xoán)[41][44]
- Carballido (San Martiño)
- Castro[42] (San Andrés)[41][44]
- Coeo (San Vicente)
- Coeses (Santa María Magdalena)[41]
- Cuíña (Santa Eulalia)[44]
- El Salvador de Muja[42]
- Esperante (Santa Eulalia)[41][44]
- Fijós[42]
- Gondar (Santa María)
- Hombreiro[42] (San Martiño)[44]
- Labio (San Pedro)
- Lamas (Santa Eulalia)[41][44]
- Mazoy[42]
- Meilán (Santiago)
- Mera[42] (San Pedro)[41]
- Monte de Meda (Santa María Madanela)
- Muja[42]
- Orbazay[42]
- Outeiro[42] (San Salvador)[41]
- Pedreda (San Vicente)
- Pena[42]
- Pías (San Vicente)
- Piñeiro[42]
- Piúgos (Santiago)
- Pontomillos[42]
- Prógalo (Santiago)
- Recimil (San Lourenzo)
- Ribas de Miño (San Mamede)
- Romeán (San Pedro)
- Rubiás (San Xulián)[41][45]
- Saá (Santiago)[42]
- San Román (Santa Cristina)
- Santa Comba (San Pedro)
- Santa Eulalia de Bóveda[41][45][44]
- Santa María de Bóveda (Santa María)
- Soñar (San Pedro)
- Teijeiro (Santa María)[42]
- Tirimol (San Xoán)
- Torible (Santa Mariña)
- Veral[42] (San Vicente)[41][45]
- Vilachá de Mera (San Xulián)[41][45]

## Cultura

### Patrimonio

#### Centro urbano

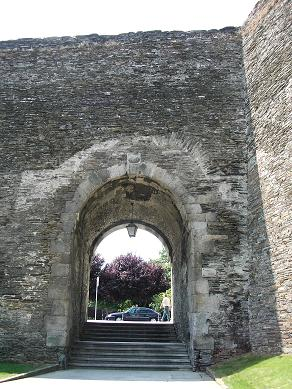
Puerta de la muralla romana en la plaza de Ferrol, llamada «Falsa»

Lugo es una de las pocas ciudades españolas que cuentan con tres bienes inscritos en la lista mundial del Patrimonio de la Humanidad de la UNESCO: el camino primitivo de Santiago que atraviesa la ciudad, la catedral de Santa María y la muralla romana.
- La muralla romana de Lugo es el principal monumento de la ciudad. Es la única muralla construida por los romanos que conserva todo su perímetro original. Tiene más de dos kilómetros de extensión y fue declarada Patrimonio de la Humanidad por la UNESCO el 30 de noviembre del año 2000. Desde el día 6 de octubre de 2007 está hermanada con la Gran Muralla China de Qinhuangdao.
- Otros edificios romanos: Lugo tiene termas romanas y un puente romano. Se sabe que una calzada romana unía la ciudad con estos dos últimos monumentos mencionados, pero se ignora exactamente su trazado. Una calzada medieval que probablemente siguiera el trazado de la romana fue demolida en la década de 1990. Irónicamente, poco antes había comenzado una tímida política de recuperación del entorno urbano que aún hoy requiere una revisión.[46]
- La catedral de Santa María, empezada a construir en 1129, en estilo románico, con adiciones en siglos posteriores como son el pórtico de la puerta norte, la torre del reloj, el claustro, y la fachada que ostenta hoy en día, de estilo neoclásico. Fue declarada Patrimonio de la Humanidad en 2015

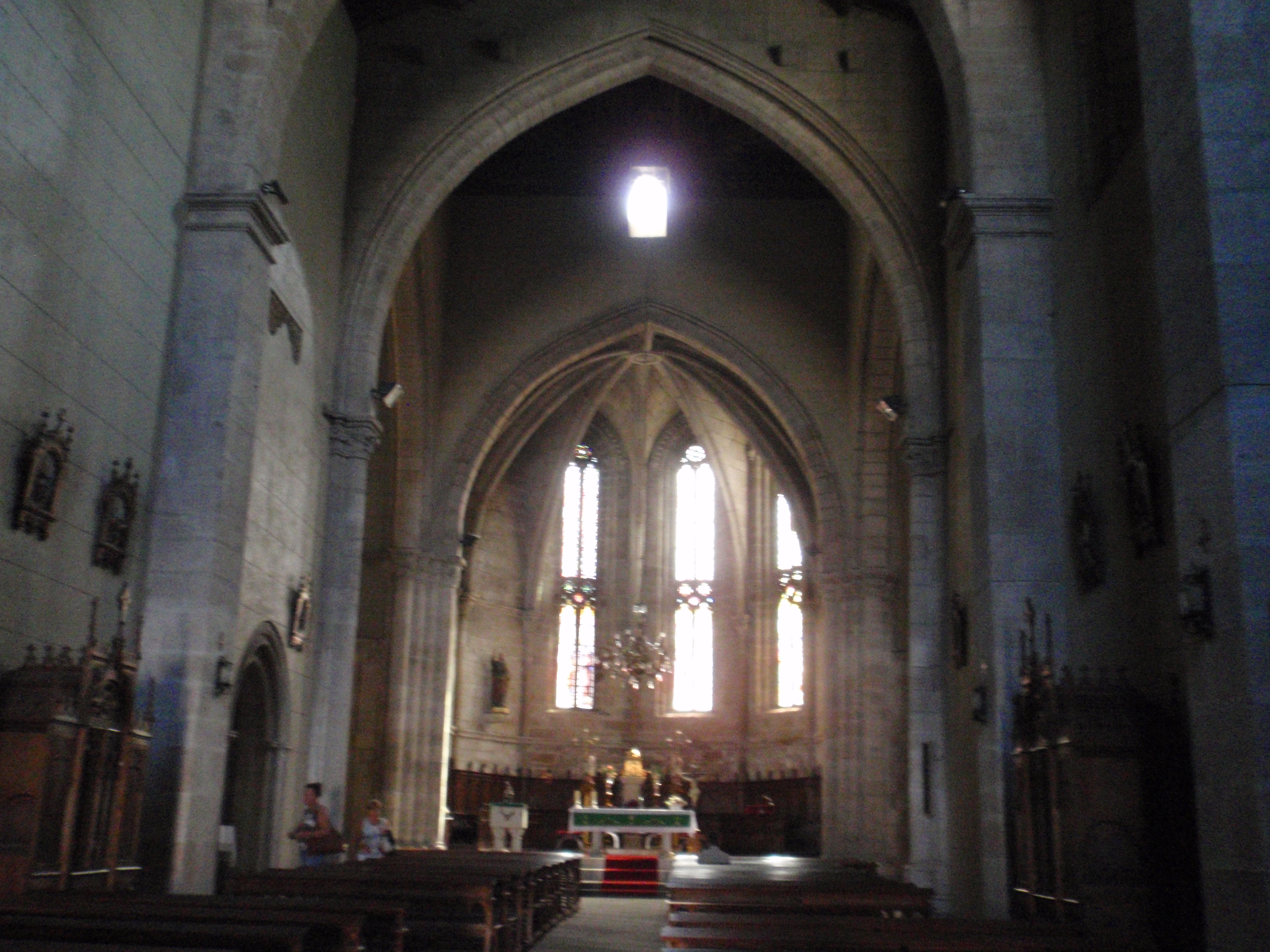
Nave de la iglesia de San Pedro, con diafragmas y techo mudéjar

- La iglesia de San Pedro antiguamente formó parte del convento de San Francisco. Con su cúpula y el techo de madera de la nave principal es uno de los raros si no el único ejemplo del arte mudéjar en Galicia.[47]
- El barrio de O Carme conserva destacables edificios que en los últimos años están siendo restaurados en su mayoría por diversas instituciones, como el Instituto Galego da Vivenda e Solo, la diputación y entidades privadas. Por esta zona atraviesa el camino primitivo de Santiago, declarado patrimonio de la humanidad por la Unesco en 2015
- La fachada del ayuntamiento, de principios del siglo XVIII, obra de Ferro Caveiro, destaca por ser un ejemplo arquetípico del barroco gallego, con su decoración pétrea a base de placas, orejeras, gotas y volutas. La torre del reloj es posterior y, según algunos expertos, rompe la armonía de la construcción.
- Arquitectura del siglo XIX: Precisamente, dos emblemáticos edificios lucenses, como el del antiguo café Monterrey en la Rúa Doutor Castro y el del antiguo Casino o de La Voz de la Verdad en la Rúa Conde Pallares, sufrieron desafortunadas restauraciones durante el último año.
- El Museo Provincial destaca por su colección de orfebrería celta, sus mosaicos romanos e interesantes colecciones de artistas gallegos como Castelao, Julia Minguillón, Castro Gil y Asorey.

#### Periferia
Lugo pertenece a la Reserva de la Biosfera Tierras de Miño y la ciudad cuenta con varios espacios de alto valor natural:
- El parque de Rosalía de Castro, que contaba con cuatro secuoyas, hasta el año 1984, cuando el huracán Hortensia derribó dos; actualmente quedan otras dos, una de más de 25 m de altura, entre otras muchas especies de flora y fauna,
- Los paseos fluviales de los ríos Miño y Rato, que cuentan con una gran variedad de fauna y flora autóctona. Estos últimos rodean la ciudad por el sur, donde la urbanización apenas ha llegado, por lo que conforman un escenario excepcional para el ocio de los ciudadanos, sobre todo en verano, cuando el buen tiempo acompaña.

#### Alrededores
A menos de diez kilómetros del centro de la ciudad se pueden encontrar, por ejemplo:
- Penas de Rodas: dos enormes piedras graníticas en una hermosa zona rural.[48]
- El santuario tardorromano (siglos III y IV) de Santa Eulalia de Bóveda, que conserva pinturas murales únicas en el mundo.

### Patrimonio inmaterial
Fiestas

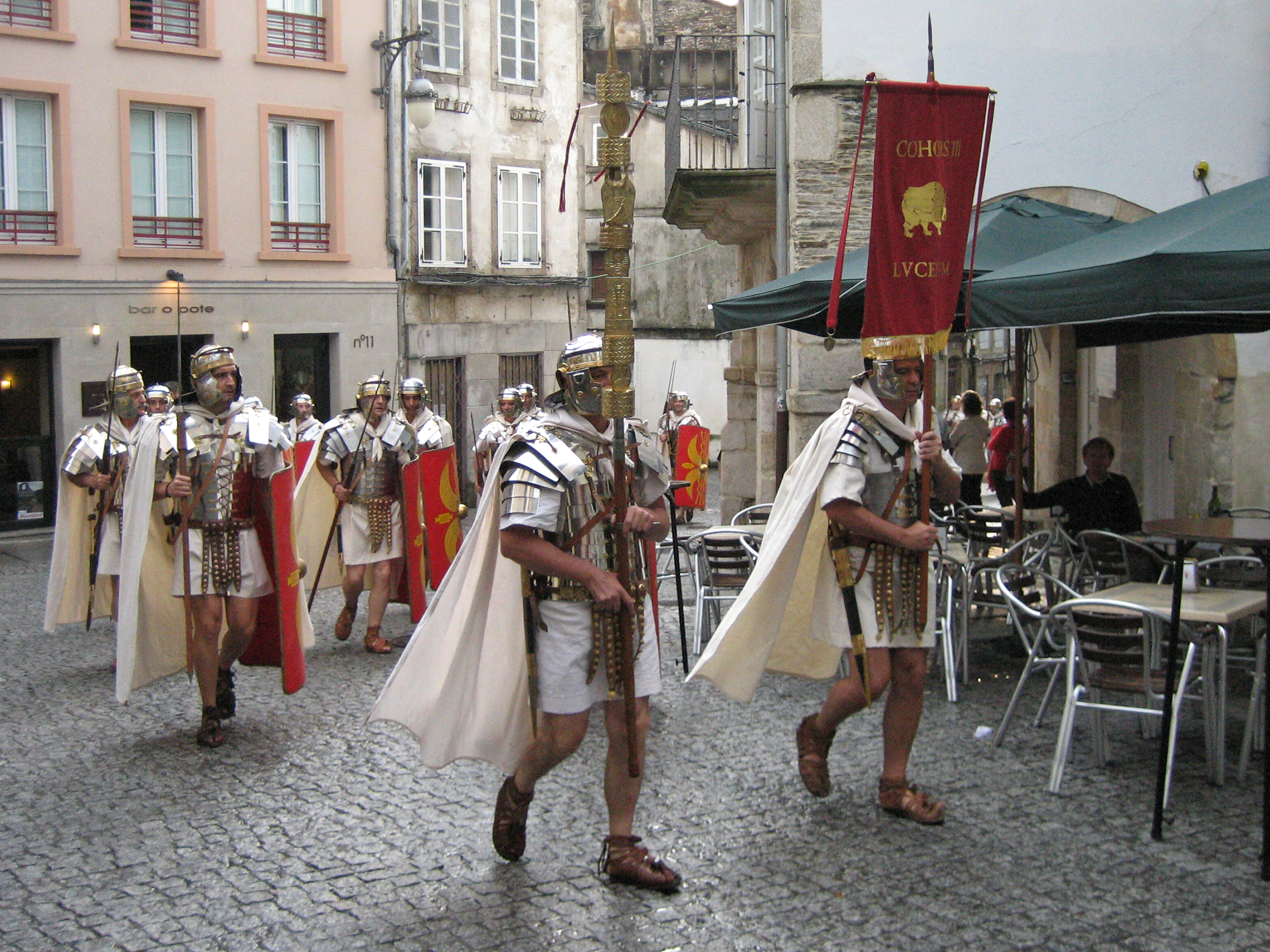
Desfile de soldados romanos durante el Arde Lucus

El patrón de Lugo es San Froilán (5 de octubre), reúne a multitud de visitantes de toda Galicia y otras partes de España. Desde tiempos remotos durante los días que van del 4 al 12 de octubre se celebran una serie de actos festivos cuyas jornadas principales son la del patrón y el domingo siguiente, llamado Domingo das Mozas. Tradicionalmente los principales eventos consistían en verbenas, actuaciones teatrales y de marionetas y competiciones deportivas. Hoy en día a estas actividades se suman muchas otras, como conciertos, ferias de artesanía... Lo que sigue siendo obligado es una visita a las barracas o atracciones de feria.
Otras fiestas dignas de mención son las del barrio de La Milagrosa, que se celebran el primer fin de semana septiembre, y el Carnaval. Otros festejos como la romería del Carmen (16 de julio), el San Roque (15 de agosto), la festividad de la Virgen de los Ojos Grandes (patrona de la ciudad de Lugo), el Corpus se reducen en la actualidad a actos religiosos.
En los últimos años ha cobrado gran auge una fiesta de factura totalmente nueva, la llamada Arde Lucus, que se celebra en junio y en la que multitud de gente se viste con ropa típica romana, se celebran carreras de cuadrigas, se imitan ventas de esclavos... La capacidad de convocatoria de esta celebración en los últimos años ha sido masiva.
Música
Lugo siempre ha tenido un especial papel en el desarrollo de la música tradicional gallega. Así, los músicos lucenses del siglo XIX Pascual Veiga (1842-1906), autor del himno gallego, Xoán Montes (1840-1899) y Gustavo Freire (1885-1948) se inspiraron en numerosas ocasiones en piezas tradicionales para sus composiciones orquestales y para banda.
Ya en la primera mitad del siglo XX, cabe destacar la labor de Jesús Bal y Gay (1905-1993), compositor y estudioso de la música tradicional gallega.

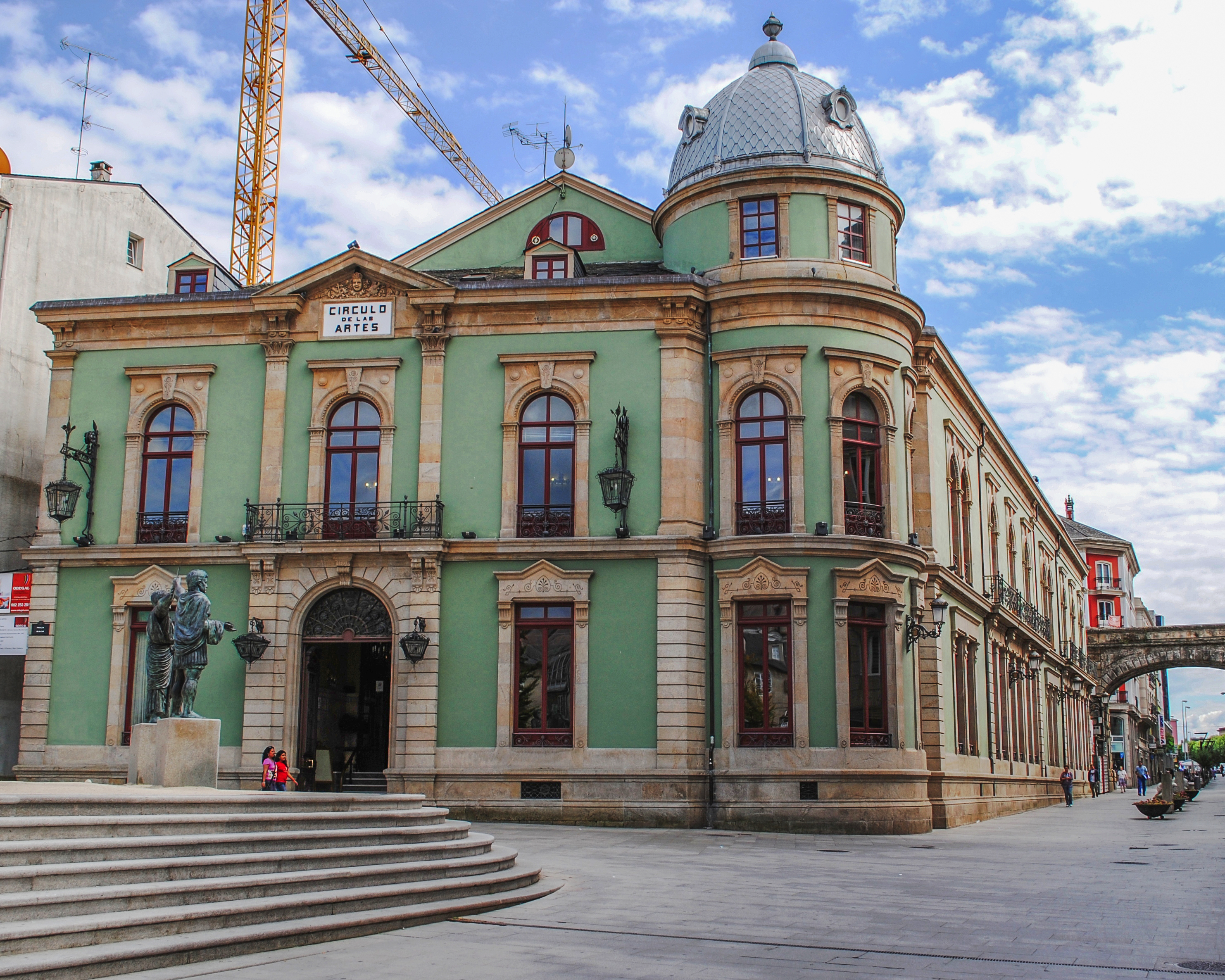
Círculo das Artes de Lugo

También en esta época, el orensano afincado en Lugo Faustino Santalices (1877-1960) pasó a la historia por recuperar un instrumento que prácticamente estaba perdido: la zanfona. Gracias al mecenazgo de Antonio Fernández López y de la Diputación Provincial de Lugo, restauró y fabricó varios de estos instrumentos, a la vez que registró en discos de 78 revoluciones por minuto multitud de piezas que fue recogiendo por toda Galicia. Estas grabaciones han sido reeditadas en 2004 por Do Fol en formato de disco compacto.
También ha habido en la ciudad multitud de cuartetos y grupos de gaitas. Entre ellos cabe destacar a algunos de los que han realizado grabaciones, como Os Amigos de Lugo, Os Montes, la hoy desaparecida banda de gaitas de la diputación y, más recientemente, las agrupaciones del colectivo María Castaña.
A principios de los setenta, al igual que en muchas otras partes del globo, se produjo un espaldarazo a la música tradicional con la aparición del llamado folk, que trataba de modernizar o volver a popularizar estilos y melodías tradicionales. En este sentido, Lugo sería pionera en el folk gallego gracias al mítico grupo Fuxan os Ventos que, después de haber publicado ocho álbumes en treinta años, sigue con actuaciones esporádicas y se anuncia su reaparición para octubre de 2008. También han de mencionarse otras bandas del estilo: O Carro, Taranis, Brath, Mini e Mero y A Quenlla.
Respecto a la música rock, el grupo más conocido en los años 80 fue Épsilon. A finales de esa misma década, los primeros que editaron un disco en la naciente discográfica Sons Galiza fueron Los Contentos. En los 90 destacó La Escalera de Jacob.

### Gastronomía

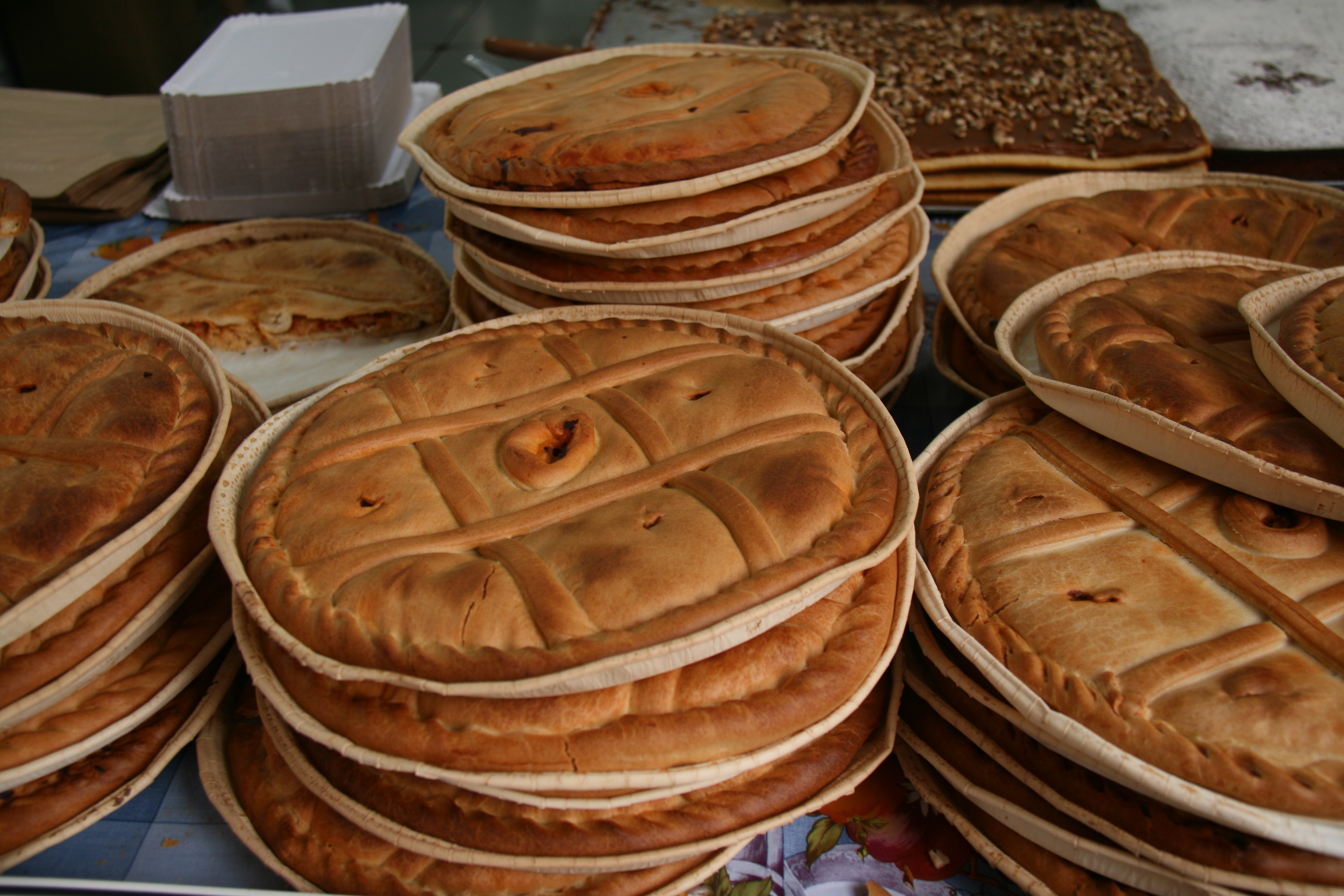
Empanadas gallegas (típicas son las rellenas de bacalao)

Famosa por sus tabernas de las calles Rúa Nova (conocida como Rúa dos Viños) y Praza do Campo, Lugo tiene una rica y variada gastronomía. Entre sus platos típicos están el pulpo á feira, el caldo gallego, la empanada y las truchas. En carnaval es típico el cocido con chorizo, pezuña, morro, oreja, rabo y otros derivados del cerdo. Entre la repostería destacan las filloas (hechas con sangre de cerdo), los freixós y las orellas (todas comidas típicas en carnaval, y todas ellas hechas a modo de postre).

### Deporte
| Equipo                  | Deporte     | Liga                  | Estadio                           |
| ----------------------- | ----------- | --------------------- | --------------------------------- |
| Río Breogán             | Baloncesto  | Liga Endesa           | Pazo Provincial Dos Deportes      |
| CD Lugo                 | Fútbol      | Primera Federación    | Estadio Anxo Carro                |
| Arenal Emevé            | Voleibol    | Superliga 2 Masculina | Palacio Municipal de los Deportes |
| Arenal Emevé            | Voleibol    | Superliga Femenina    | Palacio Municipal de los Deportes |
| Durán Maquinaria Ensino | Baloncesto  | Liga Femenina Endesa  | Pazo Provincial Dos Deportes      |
| CD Lugo Sala            | Fútbol sala | 2ª División           | Palacio Municipal de los Deportes |
| Ribeira FS              | Fútbol sala | 2.ª División B        | Palacio Municipal de los Deportes |
| Polvorín                | Fútbol      | 3.ª RFEF              | Campo municipal A Cheda           |

La ciudad cuenta con dos equipos deportivos profesionales: Club Baloncesto Breogán y CD Lugo, además de numerosos clubes en categoría nacional.
El Club Baloncesto Breogán, participante de la Liga ACB, es uno de los clubes históricos del baloncesto español (concretamente, el duodécimo con más temporadas en la élite). El club logró su mejor clasificación en la temporada 84-85, cuando ocupó la sexta posición. Ha disputado competición europea en dos ocasiones, la Copa Korać en la temporada 85-86, y la Basketball Champions League en la 23-24, además de la fase previa de la misma en la campaña anterior.. Entre los baloncestistas importantes oriundos de la ciudad, podríamos citar a Manel Sánchez, Tito Díaz, Suso Fernández o Erik Quintela.
El equipo de fútbol CD Lugo actualmente milita en la Primera Federación, tras haber permanecido en la Segunda División de España durante más de una década consecutiva. Algunos futbolistas lucenses famosos han sido: Cantina, Michines, Nacho (SD Compostela y Celta), Jesús Martínez (retirado), Mandiá y, en la actualidad, el portero Diego López (Sevilla Fútbol Club, Villarreal CF, ahora en el Real Madrid), Roberto Trashorras (Rayo Vallecano), Pablo Álvarez (CD Lugo), Roberto (Sporting). Su equipo filial el Polvorín participa en la 3.ª División.

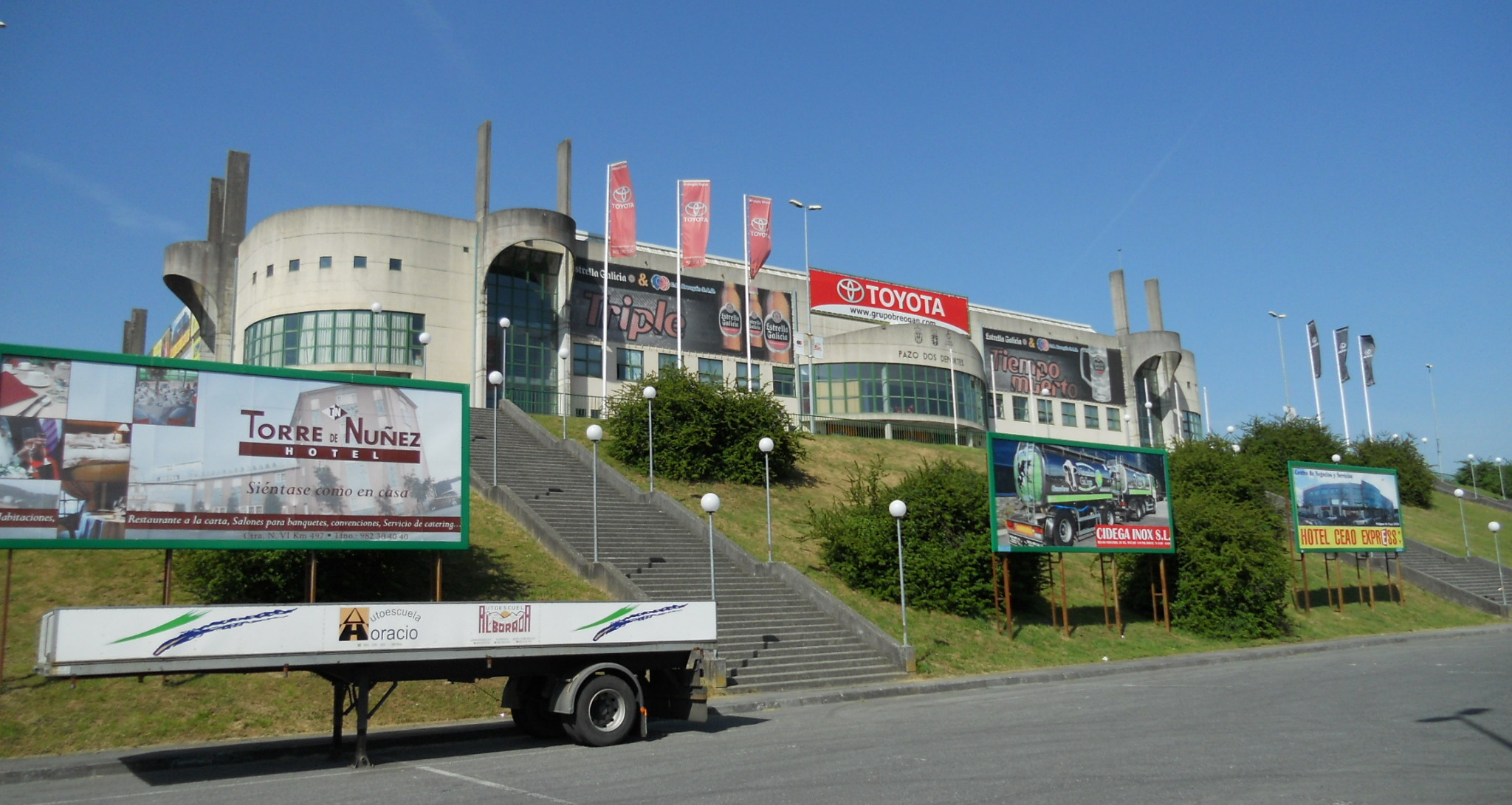
Pazo dos Deportes, donde juega el Club Baloncesto Breogán

El Durán Maquinaria Ensino participa en la Liga Femenina Endesa, primera división del baloncesto femenino español. Sus mayores logros fueron el pase a la final de la Copa de la Reina en 2001 y la clasificación para las semifinales de la Liga en la temporada 03-04. Esther Castedo, jugadora lucense, es una de las referentes de la plantilla, así como una de las baloncestistas gallegas más destacadas de la actualidad.
Con un importante crecimiento en la última mitad de los 90, el fútbol sala se ha transformado en uno de los deportes más populares de la ciudad. El desaparecido Prone Lugo, disputó 14 temporadas en la 1.ª División de la LNFS. Obtuvo la Recopa de Europa disputada en Lugo de 2005. En la actualidad el CD Lugo Sala es el máximo representante de la ciudad, compitiendo en Segunda División.
En voleibol, el Arenal Emevé femenino participa en la Superliga Femenina, y el equipo masculino de dicho club disputará la segunda categoría del voleibol nacional la próxima campaña tras haber descendido de la Superliga Masculina.
Mención especial merece, sin duda, el club de triatlón Cidade de Lugo-Fluvial, ganador durante cinco años consecutivos del ranking nacional y distinguido por la Junta de Galicia como mejor club deportivo de Galicia.
En cuanto a deportes individuales, el piragüismo siempre ha tenido una gran importancia en Lugo. Entre sus figuras más destacadas, cabe citar al dos veces medallista olímpico Luis Gregorio Ramos Misioné y a Ángel Villar, Chilares y Pedro Cuesta, que participaron en los Juegos de México 1968. También se puede citar a otros piragüistas como Perurena y Valladares. Cabe destacar también a Tania Fernández participante en varios europeos sub-23 pese a su juventud. Para la práctica de este deporte existen dos clubes en la ciudad a nivel de competición, tales son el Club Fluvial de Lugo y el Cidade de Lugo (antiguamente Leche Río por motivos de patrocinio) siendo el mejor de ellos el 1.º, que es el que actualmente cuenta con mayor número de palistas federados. En la misma ciudad también existieron varios clubes hoy ya extintos, como por ejemplo el Brétema.
En motociclismo, destacó el fallecido Juan Manuel López Mella. En atletismo destacan las olímpicas María Abel (Sídney 2000 y Atenas 2004) y Alessandra Aguilar (Pekín 2008), en golf, Katia Fernández. También han destacado grandes figuras en piragüismo como los olímpicos Chilares y Ramos Misioné. En la actualidad tienen su importancia deportes como el judo o el taekwondo donde los deportistas lucenses destacan a nivel nacional e internacional.
En los últimos años Lugo también tiene gran protagonismo en el mundo de los ralis, con su típico Rallye do San Froilán y con pilotos como Sergio Vallejo o Pedro Burgo, campeones de España en distintas categorías.
Cabe destacar también la tradición aeronáutica de la ciudad. El Real Aeroclub de Lugo cuenta con una flota de aeronaves ligeras. Organiza anualmente una concentración aeronáutica en la que se dan cita varias disciplinas, desde la competición hasta la divulgación del mundo de la aviación. Su base es el aeródromo de Rozas. Dispone también de escuela de pilotos (PPL y ULM), así como Centro de Mantenimiento de Aeronaves Autorizado.

## Localidades hermanadas
- Ferrol, España
- Dinan, Francia
- Viana do Castelo, Portugal
- Qinhuangdao, China[50]